# Xanthorrhoea thorntonii
Xanthorrhoea thorntonii là một loài thực vật có hoa trong họ Thích diệp thụ. Loài này được Tate miêu tả khoa học đầu tiên năm 1896.